# Апальково (Курская область)
Апальково — деревня в Золотухинском районе Курской области. Административный центр Апальковского сельсовета.

## География
Деревня располагается на берегах реки Неполки.

## История
Первое письменное упоминание «Сказки курчан городовой службы, солдат, рейтар и копейщиков» 1697 г. Столбцы Белгородского стола РГАДА оп. 210 :
«деревня Опалкова Обмяцкого стана»
Вплоть до XX века, основная часть населения крестьяне Однодворцы (после крестьянской реформы их переименовали в Государственных крестьян)

## Население
| 2002 | 2010 |
| ---- | ---- |
| 230  | ↘193 |